# SUMMER TIME (TUBE)
《SUMMER TIME》（日语：サマータイム）是夏之管的第57張單曲，於在2015年6月2日推出。

## 簡介
- 夏之管的57張単曲。
- 夏之管30周年記念第2張的夏天単曲。

## 收錄曲目
1. SUMMER TIME（サマータイム）
作詞：前田亘輝　作曲：春畑道哉
2. 常夏papa　featuring miwa（SUMMER TIME）
作詞：前田亘輝　作曲：春畑道哉　編曲：夏之管
3. SUMMER TIME（Instrumental）